# Baltische Binse
Die Baltische Binse (Agathryon balticum (Willd.) Záveská Drábková & Proćków, Syn.: Juncus balticus Willd., Juncus arcticus subsp. balticus (Willd.) Hyl.) ist eine Pflanzenart innerhalb der Familie der Binsengewächse (Juncaceae).

## Beschreibung

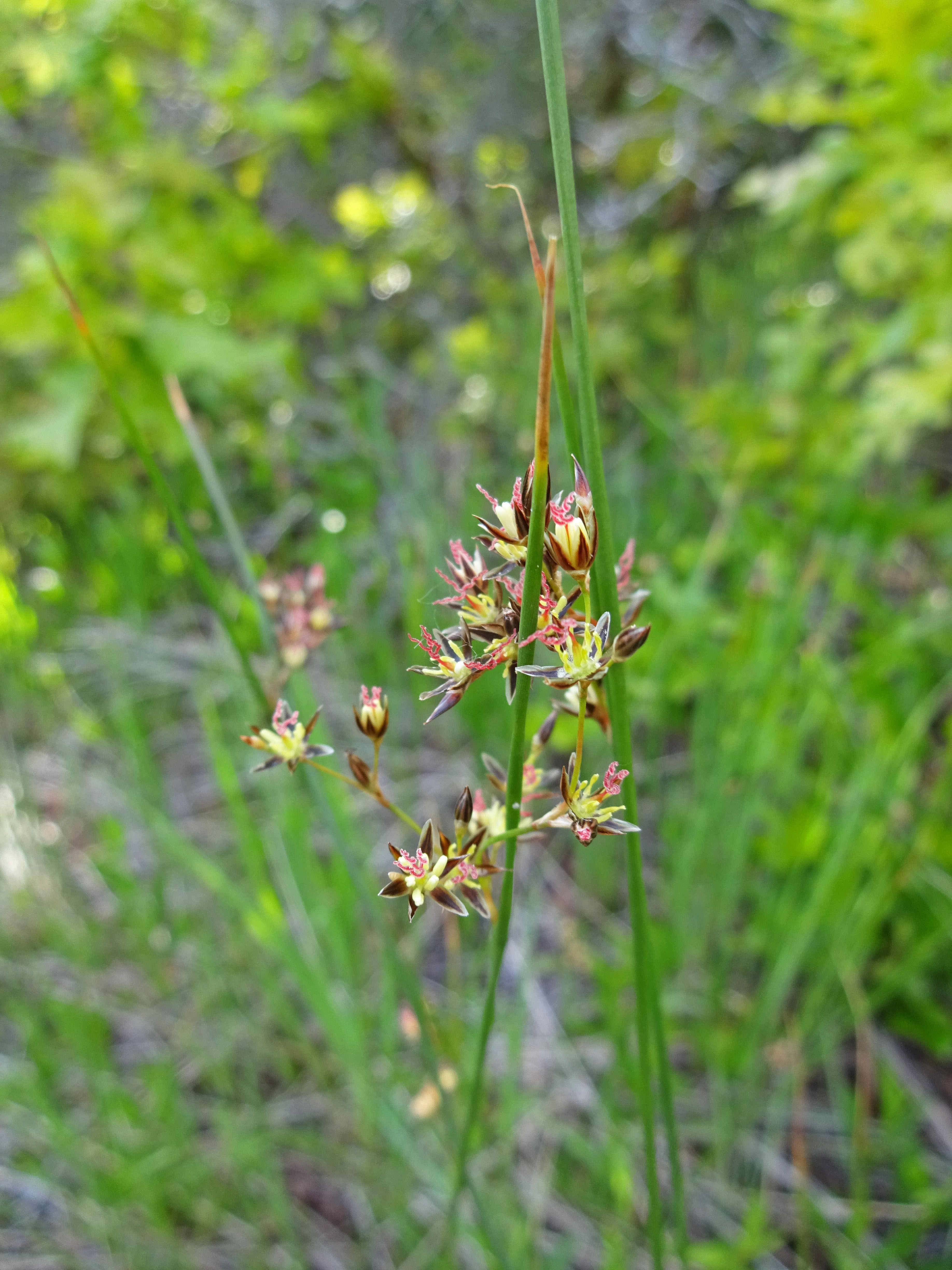
Blütenstand

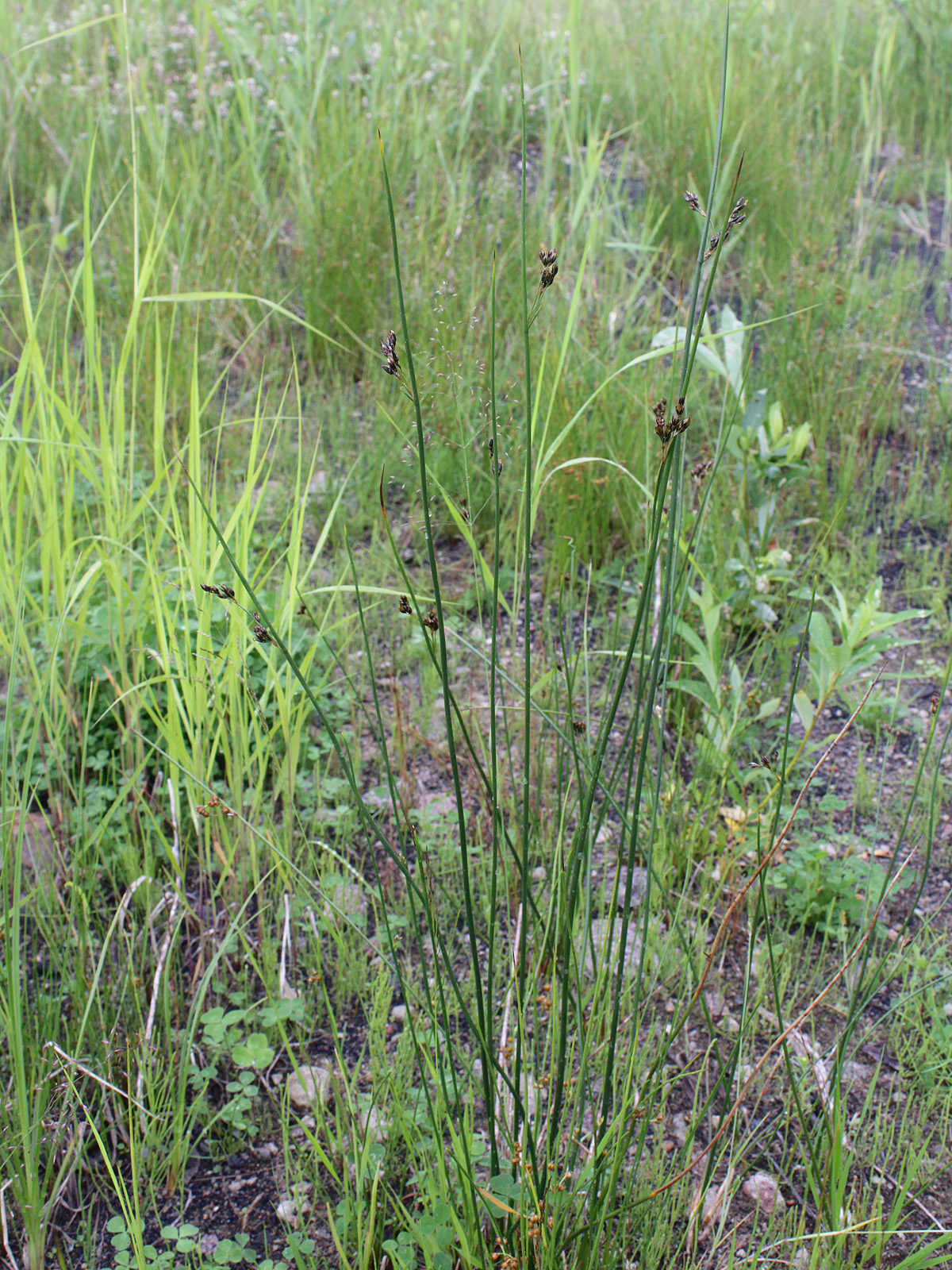
Habitus im Habitat

### Vegetative Merkmale
Die Baltische Binse ist eine ausdauernde, krautige Pflanze und erreicht Wuchshöhen von 25 bis 75, selten bis zu 100 Zentimetern. Sie besitzt ein weit kriechendes, schwach verzweigtes Rhizom mit über 1 Zentimeter langen Internodien. Sie bildet lockere Rasen und ist blaugrün. Die Stängel stehen deutlich voneinander entfernt in einer Reihe, sind starr aufrecht, glatt und glänzend. Das Mark ist unterbrochen. Am Grund der Stängel befinden sich strohfarbene bis hellbraune, spreitenlose Blattscheiden.

### Generative Merkmale
Blütezeit ist Juni bis August. Der Blütenstand steht scheinbar seitenständig im oberen Stängeldrittel. Er ist locker-spirrig und reichblütig mit 25 bis 60, selten bis 80 Blüten und mit 4 bis 8 Zentimeter langen Ästen. Das untere Hüllblatt setzt den Stängel fort, ist ein Fünftel bis ein Drittel so lang wie der Stängel und überragt die Spirre weit. Es ist starr und spitz. Die Blüten haben am Grund zwei breit-eiförmige, stumpfe, kleine Vorblätter. Die Blütenhüllblätter sind 3,2 bis 4,7 Millimeter lang, rot- bis kastanienbraun mit einem grünen Mittelstreifen und einem weißen Hautrand. Die äußeren Perigonblätter sind fein zugespitzt und etwas länger als die inneren. Die inneren sind nur spitzlich. Die sechs Staubblätter sind bis halb so lang wie die Perigonblätter. Die Antheren sind 0,8 bis 1,5 Millimeter lang und 1,3- bis 2-mal so lang wie die Staubfäden. Der 0,8 bis 1 Millimeter lange Griffel endet in 1,5 bis 2 Millimeter langen und aufrechten Narben sind.
Die hell-braune und glänzende Kapselfrucht ist mit einer Länge von 3 bis 4,5 Millimetern gleich lang oder etwas länger als die Blütenhüllblätter und dreikantig-eiförmig mit stumpfem oberen Ende und einer kurzen, aufgesetzten Stachelspitze.  Die Samen sind bei einer Länge von 0,8 bis 1 Millimetern schmal-eiförmig und haben zwei sehr kleine Anhängsel.
Die Chromosomenzahl beträgt 2n = 80.

## Ökologie
Die Bestäubung erfolgt durch den Wind (Anemophilie).

## Vorkommen
Das Verbreitungsgebiet der Baltischen Binse ist Europa, Nord-, Mittel- und Südamerika. In Europa wächst sie an Stränden Spaniens, Frankreichs, Großbritanniens, Deutschlands, der Niederlande, Dänemarks, Islands, Polens, Norwegens, Schwedens, Finnlands, des Baltikum und Russlands.
Die Baltische Binse ist an der Ostseeküste häufig, auf Borkum auf den Westfriesischen Inseln kommt sie selten vor. Sie wächst in Mitteleuropa auf Strandwiesen und in Dünentälern auf torfigem Sandboden. Sie ist salzertragend.
Pflanzensoziologisch ist sie eine Assoziationscharakterart des Junco baltici-Schoenetum nigricantis (Verband Caricion davallianae) und kommt auch in Pflanzengesellschaften des Verbands Ericion tetralicis vor.

## Taxonomie und Systematik
Die Erstbeschreibung erfolgte 1809 unter dem Namen (Basionym) Juncus balticus durch Carl Ludwig Willdenow in Magazin für die neuesten Entdeckungen in der gesammten Naturkunde, Gesellschaft Naturforschender Freunde zu Berlin, Band 3, Seite 298. Synonyme für Juncus balticus Willd. sind: Juncus helodes Link, Juncus arcticus subsp. balticus (Willd.) Hyl., Juncus glaucus var. littoralis Wahlenb., Agathryon balticum (Willd.) Záv. Drábk. & Proćków. Die Neukombination zu Agathryon balticum (Willd.) Záveská Drábková & Proćków erfolgte durch Proćków et al. 2023.
Je nach Autor gibt es etwa sieben Unterarten:
- Juncus balticus subsp. andicola (Hook.) Snogerup (Syn.: Agathryon balticum subsp. andicola (Hook.) Záv.Drábk. & Proćków): Sie kommt vom Mexiko bis Guatemala und im westlichen bis südlichen Südamerika vor.[5]
- Juncus balticus subsp. ater (Rydb.) Snogerup (Syn.: Agathryon balticum subsp. atrum (Rydb.) Záv.Drábk. & Proćków): Sie kommt von Nordamerika bis Guatemala vor.[5]
- Juncus balticus subsp. balticus: Sie kommt in Nordeuropa vor.[5]
- Juncus balticus subsp. cantabricus (T.E.Díaz, Fern.-Carv. & Fern.Prieto) Snogerup (Agathryon balticum subsp. cantabricum (T.E.Díaz, Fern.-Carv. & Fern.Prieto) Záv.Drábk. & Proćków): Sie kommt in Spanien vor.[5]
- Juncus balticus subsp. littoralis (Engelm.) Snogerup (Syn.: Agathryon balticum subsp. cantabricum (T.E.Díaz, Fern.-Carv. & Fern.Prieto) Záv.Drábk. & Proćków): Sie kommt in Kanada und in den nördlichen Vereinigten Staaten vor.[5]
- Juncus balticus subsp. mexicanus (Willd. ex Schult. & Schult. f.) Snogerup (Syn.: Agathryon balticum subsp. mexicanum (Willd. ex Schult. & Schult.f.) Záv.Drábk. & Proćków): Sie kommt von den Vereinigten Staaten bis Zentralamerika und von Peru bis ins südliche Südamerika vor.[5]
- Juncus balticus subsp. pyrenaeus (Timb.-Lagr. & Jeanb.) P.Fourn. (Syn.: Agathryon balticum subsp. pyrenaeum (Timb.-Lagr. & Jeanb.) Záv.Drábk. & Proćków): Sie kommt von den Pyrenäen bis zur Sierra de Gúdar in Spanien vor.[5]